# Leixões Sport Club
Maillots
Actualités
Le Leixões Sport club est un club sportif portugais situé à Matosinhos, près de Porto. Le club est fondé le 28 novembre 1907.
C'est un club omnisports dont trois sections se détachent : le volley-ball, la natation et le football. Ce club a la particularité de regrouper un nombre élevé de supporters (on dénombre près de 7500 fidèles). Il a également la particularité de disposer d'un club "filial" au Luxembourg, créé par des émigrants portugais dans leur pays d'adoption.

## Historique
Historiquement, le club possède un palmarès intéressant : une Coupe du Portugal gagnée face au F.C.Porto et un quart de finale en Coupe des coupes au niveau européen, ainsi que plusieurs participations en Coupe de l'UEFA.
À l'issue de la saison 2009-2010, le club compte à son actif 25 saisons en Liga Sagres (1re division). Il a obtenu son meilleur résultat en D1 lors de la saison 1962-1963, où il s'est classé 5e du championnat, avec 10 victoires, 10 matchs nuls et 6 défaites.

## Palmarès
- Coupe du Portugal (1) :
  - Vainqueur : 1961 face au FC Porto

- Championnat de Deuxième division (1) :
  - Champion : 2007

- Tournoi Ville de Espinho (1)
  - Vainqueur : 2007 [5]

## Statistiques
- 25 saisons en Première division portugaise
- 1 participation en Coupe des coupes
- 3 participations à la Coupe UEFA

## Les sections du club
- Football
- Volley-ball
- Natation
- Karaté
- Boxe
- Billard

## Dirigeants
- Président du club : José Manuel Dias da Fonseca
- Président de la société anonyme sportive : Carlos Oliveira
- Administrateur football : José Manuel Teixeira
- Directeur sportif : Rui Silva
- Directeur de presse et communication : Amândio Nogueira
- Relations publiques : Pedro Correia
- Chef du département football : José Manuel Teixeira
- Délégué des jeux : José Manuel Teixeira e Rui Silva
- Administrateur des installations : Rui Costa
- Entraîneur de l'équipe :  Pedro Ribeiro[6]
- Professeur formation et entraînement : Maria Júlia Gil

## Bilan saison par saison
| Saison    | I   | II  | III | IV  | V   |
| 1936-1937 | 8   |     |     |     |     |
| 1939-1940 | 9   |     |     |     |     |
| ...       | ... | ... | ... | ... | ... |
| 1942-1943 | 10  |     |     |     |     |
| ...       | ... | ... | ... | ... | ... |
| 1959-1960 | 8   |     |     |     |     |
| 1960-1961 | 8   |     |     |     |     |
| 1961-1962 | 7   |     |     |     |     |
| 1962-1963 | 5   |     |     |     |     |
| 1963-1964 | 8   |     |     |     |     |
| 1964-1965 | 9   |     |     |     |     |
| 1965-1966 | 12  |     |     |     |     |
| 1966-1967 | 7   |     |     |     |     |
| 1967-1968 | 8   |     |     |     |     |
| 1968-1969 | 11  |     |     |     |     |
| 1969-1970 | 11  |     |     |     |     |
| 1970-1971 | 13  |     |     |     |     |
| 1971-1972 | 14  |     |     |     |     |
| 1972-1973 | 9   |     |     |     |     |
| 1973-1974 | 14  |     |     |     |     |
| 1974-1975 | 9   |     |     |     |     |
| 1975-1976 | 12  |     |     |     |     |
| 1976-1977 | 15  |     |     |     |     |
| ...       | ... | ... | ... | ... |     |
| 1988-1989 | 19  |     |     |     |     |
| 1989-1990 |     | ... |     |     |     |
| 1990-1991 |     | 7   |     |     |     |
| 1991-1992 |     | 7   |     |     |     |
| 1992-1993 |     | 12  |     |     |     |
| 1993-1994 |     | 18  |     |     |     |
| 1994-1995 |     |     | ... |     |     |
| 1995-1996 |     |     | 10  |     |     |
| 1996-1997 |     |     | ... |     |     |
| 1997-1998 |     |     | 5   |     |     |
| 1998-1999 |     |     | 2   |     |     |
| 1999-2000 |     |     | 4   |     |     |
| ...       | ... | ... | ... | ... | ... |
| 2003-2004 |     | 14  |     |     |     |
| 2004-2005 |     | 6   |     |     |     |
| 2005-2006 |     | 3   |     |     |     |
| 2006-2007 |     | 1   |     |     |     |
| 2007-2008 | 14  |     |     |     |     |
| 2008-2009 | 6   |     |     |     |     |
| 2009-2010 | 16  |     |     |     |     |
| 2010-2011 |     | 6   |     |     |     |
| 2011-2012 |     | 6   |     |     |     |
| 2012-2013 |     | 3   |     |     |     |
| 2013-2014 |     | 17  |     |     |     |
| 2014-2015 |     | 20  |     |     |     |
| 2015-2016 |     | 18  |     |     |     |
| 2016-2017 |     | 18  |     |     |     |
| 2017-2018 |     | 8   |     |     |     |
| 2018-2019 |     | 7   |     |     |     |
| 2019-2020 |     | 9   |     |     |     |
| 2020-2021 |     | 10  |     |     |     |
| 2021-2022 |     | 8   |     |     |     |
| 2022-2023 |     | 15  |     |     |     |
| 2023-2024 |     | 14  |     |     |     |

## Présidents
| - 2004-José Manuel Queirós Dias da Fonseca - 2000-José Manuel Araújo Teixeira - 1997-Américo Jorge Jesus Branco - 1994-Ramiro Gomes Patrício - 1993-Henrique Eugénio Bento Araújo - 1991-Américo Jorge Jesus Branco - 1988-Manuel Duarte Cidade - 1987-António Mário Magalhães dos Santos - 1979-86-Ricardo Soares Peixinho - 1978-Marinho Rodrigues Magina (6.7.78) - 1978-Domingos Manuel de Moura Nascimento (5.1.78) - 1977-Joaquim Delfim Pinto de Queirós (Comissão Directiva) - 1976-Avelino da Silva Rocha Ribeiro - 1975-Júlio Galante - 1974-Avelino da Silva Rocha Ribeiro - 1972-Vasco António C. M. Costa Almeida - 1970-António Oliveira Brandão (Barroso) - 1969-António Ramos Gouveia - 1968-António Oliveira Brandão (Barroso) - 1967-Alfredo Ferreira dos Santos - 1966-António Ramos Gouveia - 1965-Manuel João Aires - 1964-Francisco Pereira de Oliveira (Mil-Homens) - 1963-António Augusto Lopes - 1962-Edison Passos Pinto de Magalhães |  | - 1960-António Augusto Gonçalves Costa Lages - 1959-Aníbal Pinto Almeida - 1958-António Augusto Gonçalves da Costa Lage - 1957-Renato Severo Azevedo Costa - 1954-Aníbal Pinto de Almeida - 1951-Emidio Teixeira Carvalho - 1950-Domingos Ferreira Pedra Luças - 1949-Armando Garcia de Lima - 1948-João Manuel Fernandes Ribeiro - 1947-Edmundo Alves Ferreira - 1946-António Luís Margarido Castilho - 1945-Manuel Lopes Amorim - 1943-Hernani Botelho Gomes - 1941-42-Edmundo Alves Ferreira - 1939-José Ferreira Magalhães - 1938-Filinto Barbosa Júnior - 1934-Edmundo Alves Ferreira - 1932-Francisco Marques Reis - 1931-Manuel Ventura Reis Costa Braga (Comissão Administrativa) - 1930-Augusto Baltazar Ribeiro - 1922 e 24-José Bernardo Pires - 1920-Artur Nugent Júnior - 1918-Américo Lemos Pacheco - 1910-Hermann Furbringer - 1908-António Costa |

## Anciens joueurs
- Nuno Amaro
- Ricardo Joel
- Jorge Duarte
- Le Cong Vinh
- Nuno Laranjeiro